# 제프리 애런드
제프리 애런드(Geoffrey Arend, 1978년 2월 28일 ~ )는 미국의 배우이다.

## 출연 작품

### 영화
- 데블 - 판매원 역

### 드라마
- 바디 오브 프루프 시즌 1 (ABC)